# Ida Gyllensten
Anna Ida Margareta Gyllensten, född 16 maj 1980 i Lund, är en svensk skådespelare. Gyllensten är utbildad vid Drama Centre London.

## Filmografi
- 2007 – Holby City (TV-serie)
- 2007 – The Survivor
- 2009 – Strå
- 2009 – Sommaren med Göran
- 2010 – Fröken Märkvärdig och karriären
- 2010 – Spindelgången
- 2010 – Fritt fall
- 2010 – Visst du?
- 2011 – Umeå4ever
- 2011 – Elsas värld (TV-serie)
- 2012 – Demonen
- 2013 – O
- 2013 – Kommissarien och havet (TV-serie)
- 2021 – Tunna blå linjen (TV-serie)